# Rink hockey aux Jeux mondiaux
Le rink hockey est présent aux jeux mondiaux de 1981 à 2001

## Palmarès
| Année | Vainqueur | Finaliste  | Troisième | Lieu                     |
| ----- | --------- | ---------- | --------- | ------------------------ |
| 1981  | Portugal  | États-Unis | Argentine | Santa Clara (États-Unis) |
| 1985  | Italie    | États-Unis | Portugal  | Londres (Royaume-Uni)    |
| 1989  | Portugal  | Espagne    | Italie    | Karlsruhe (Allemagne)    |
| 1993  | Portugal  | Argentine  | Espagne   | La Haye (Pays-Bas)       |
| 2001  | Portugal  | Brésil     | Allemagne | Akita (Japon)            |

## Bilan par nation
| Rang | Nation     | Or | Argent | Bronze | Total |
| ---- | ---------- | -- | ------ | ------ | ----- |
| 1    | Portugal   | 4  | 0      | 1      | 5     |
| 2    | Italie     | 1  | 0      | 1      | 2     |
| 3    | États-Unis | 0  | 2      | 0      | 2     |
| 4    | Argentine  | 0  | 1      | 1      | 2     |
| 4    | Espagne    | 0  | 1      | 1      | 2     |
| 6    | Brésil     | 0  | 1      | 0      | 1     |
| 7    | Allemagne  | 0  | 0      | 1      | 1     |